# Chromatographie en phase liquide-spectrométrie de masse
 (novembre 2020).
Si vous disposez d'ouvrages ou d'articles de référence ou si vous connaissez des sites web de qualité traitant du thème abordé ici, merci de compléter l'article en donnant les références utiles à sa vérifiabilité et en les liant à la section « Notes et références ».
La chromatographie en phase liquide couplée à la spectrométrie de masse (en anglais Liquid chromatography-mass spectrometry ou LC-MS) est une méthode d'analyse qui combine les performances de la chromatographie en phase liquide et de la spectrométrie de masse afin d'identifier et/ou de quantifier précisément de nombreuses substances,,.
Une unité LC-MS est composée de deux blocs principaux : un chromatographe en phase liquide et un spectromètre de masse.
Le sigle LC-MS/MS indique de la chromatographie en phase liquide couplée à de la spectrométrie de masse en tandem.

## liens externes
- Ressource relative à la santé :   - Medical Subject Headings